# Teodoro Nguema Obiang Mangue
Pour les articles homonymes, voir Obiang et Nguema.
Ne doit pas être confondu avec Teodoro Obiang Nguema Mbasogo.
Teodoro Nguema Obiang Mangue (né le 25 juin 1969), surnommé Teodorín, est un homme politique équatoguinéen. Teodorín Obiang est le fils aîné de Teodoro Obiang Nguema Mbasogo, président de la République depuis 1979. Il est vice-président de la République depuis 2016, après avoir été deuxième vice-président de 2012 à 2016. Il est aussi vice-président du Parti démocratique de Guinée équatoriale (PDGE), le parti présidentiel.  
Teodorín Nguema est notamment connu pour son train de vie luxueux et les procès relatifs à des « biens mal acquis », obtenus en détournant de l'argent en Guinée équatoriale.

## Famille
Teodorín est le fils aîné de Teodoro Obiang Nguema Mbasogo, président en poste depuis le 3 août 1979, et de Constancia Mangue Nsue Okomo.
De 1985 à 1989, il est élève de l'école des Roches, un pensionnat privé français en Normandie, avant de s'inscrire à l'université Paris-Dauphine.
À l’automne 1991, il suit durant cinq mois des études de langue anglaise à la Pepperdine University de Malibu en Californie,,. Mais, assistant rarement aux cours car passant son temps à faire du shopping à Beverly Hills, il abandonne ses études au bout de cinq mois. Cependant, selon le Times, Obiang sort diplômé de cette université.
À son départ de l'université, il laisse une dette d'environ 50 000 dollars (location d'un appartement à Malibu et facture d'une suite à l’hôtel Beverly Wilshire), sa scolarité et ses frais ayant été pris en charge par Walter International, une compagnie pétrolière de Houston intéressée par les gisements de pétrole offshore de Guinée équatoriale encore inexploités à cette époque,.

## Parcours politique
De 1995 à 1997, Teodoro Nguema est conseiller présidentiel chargé des forêts.
De 1997 à 2012, il occupe le poste de ministre de l’Agriculture et des Forêts. Dans le même temps, il dirige de nombreuses compagnies d’exploitation forestières, tout en dirigeant l’agence gouvernementale censée les réguler, gérant son ministère à la façon d’une entreprise, d'après des documents provenant de diverses enquêtes des autorités fédérales américaine et du Congrès américain. Le département de la Justice américain et l’Agence des douanes et de l’immigration (ICE) citent notamment des sources affirmant que Teodorin complète son salaire ministériel modique de 5 000 dollars par mois (4 387,68 €) avec un « grand "impôt révolutionnaire" sur le bois » qu’il demande aux grandes entreprises internationales d’exploitation forestières, qui doivent le payer « en espèces ou en chèque » à l'une de ses entreprises forestières, et « touche une dîme sur les contrats signés avec des sociétés étrangères ».
Il est aussi propriétaire de la seule station de radio privée du pays, Radio Televisión Asonga et d'une demi-douzaine de sociétés, notamment dans le secteur forestier et BTP. 
En mai 2012, il est nommé deuxième vice-président de la République, chargé de la défense et de la sécurité de l'État.
En juin 2016, il est nommé vice-président de la République. En 2017, il est pressenti par ses parents pour succéder à son père à la présidence,.
Sur son site web officiel, Teodoro Nguema se présente comme un « homme de vision, de justice et d'égalité, acharné au travail et humble ». Il affirme : « Je n'ai pas peur des critiques, car elles sont souvent salutaires pour ne pas dévier du chemin que l'on s'est tracé ».
En septembre 2022, l'élection présidentielle prévue pour avril 2023 est déplacée au 20 novembre 2022 pour la regrouper avec les élections municipales et législatives qui sont prévues ce jour-là. Le lendemain, Teodorín annonce la candidature présidentielle de son père. Il semble que la candidature de Teodorín, pourtant présenté comme le dauphin de son père, ne rencontre pas l'approbation de personnalités importantes du régime et du Parti démocratique de Guinée équatoriale et son accession à la présidence soit l'objet d'une lutte de pouvoir,,.

## Controverses

### Train de vie
Grand voyageur, Teodorín sillonne le monde (Paris, Londres ou Rio de Janeiro) tout en revenant régulièrement à Malibu dans la région de Los Angeles. La presse internationale relate régulièrement l'extravagance de son train de vie, notamment ses dépenses somptuaires en habits, voitures et horlogerie de luxe, ses dîners dans de grands restaurants, séjours dans des palaces et ses achats de biens immobiliers de grand standing, voire de jets privés ou de yachts de luxe, le tout dans un style tapageur et décomplexé.
En 2004, il achète deux propriétés pour un total de 7 millions de dollars au Cap, en Afrique du Sud, avant l'achat en 2006 d'un domaine à Malibu en Californie valant 23 millions d'euros ; il fonde aussi un label de hip-hop TNO Entertainment (dérivé de ses propres initiales),.

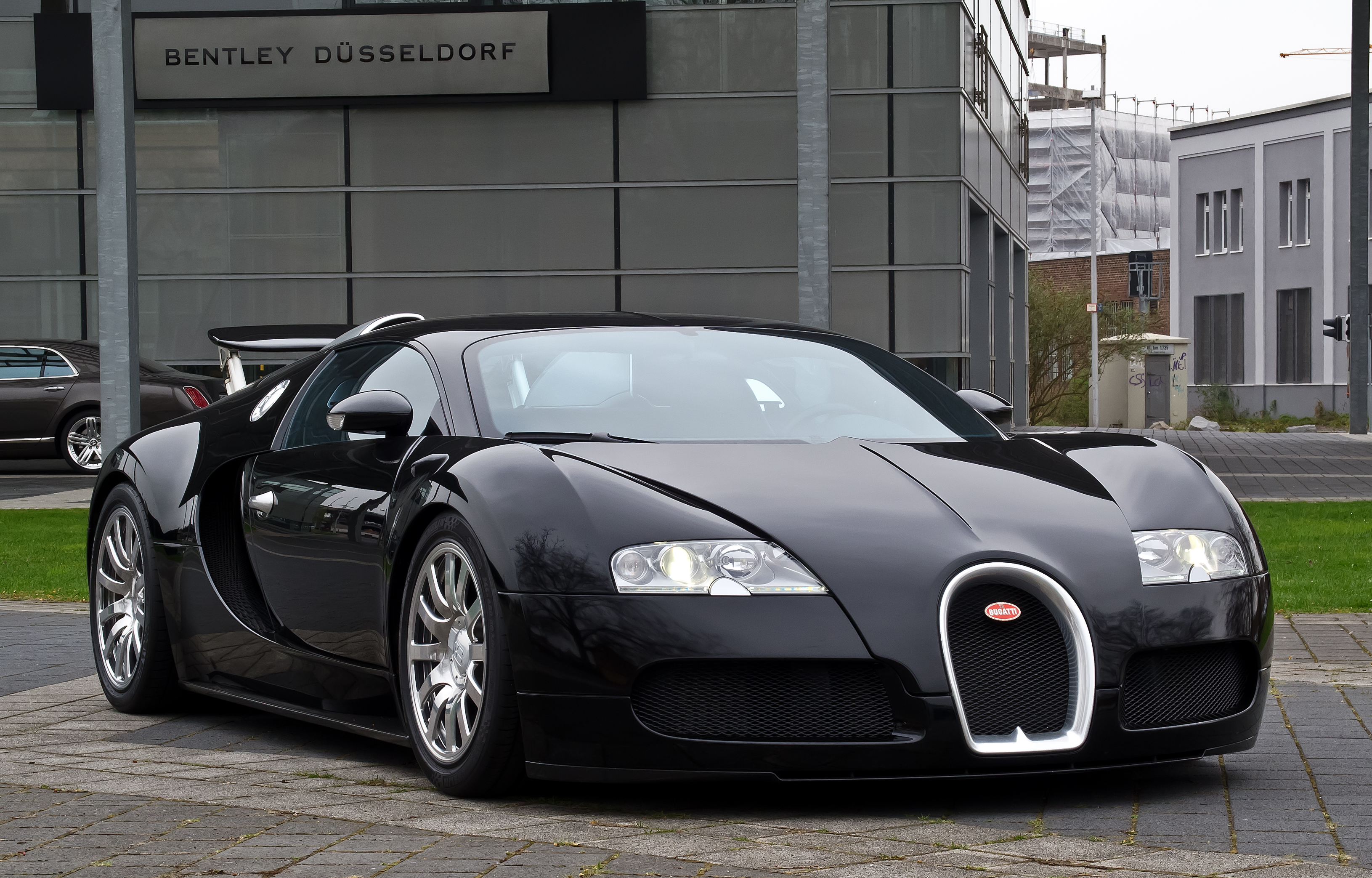
Une supercar Bugatti Veyron, comme l'une de celles acquises par Teodoro Obiang.

Selon un rapport d’enquête du Sénat américain, Teodorín possédait aux États-Unis au moins une trentaine de voitures de luxe, notamment sept Ferrari, cinq Bentley, quatre Rolls-Royce, deux Lamborghini, deux Mercedes-Benz, deux Porsche, deux Maybach, une Aston Martin, deux Bugatti Veyron ou encore  une Koenigsegg, pour une valeur assurée totale d’environ 10 millions de dollars. Il les entreposait dans un garage loué au Petersen Automotive Museum de Los Angeles. Au cours d'un week-end en Afrique du Sud, il s’achète une Bentley et une Lamborghini,.
Amateur éclairé et régulier des boutiques de luxe (comme Gucci, Dolce & Gabbana et Versace, ses marques fétiches), il fait transformer une fourgonnette de 15 places en y enlevant les sièges, afin d'y contenir sa collection de bagages Louis Vuitton.
Teodorín possède également un hôtel particulier situé au 42, avenue Foch dans le 16e arrondissement de Paris : 5 000 mètres carrés de 101 pièces réparties sur cinq étages avec un aménagement luxueux, d'une valeur estimée de 45 (ou 90) millions d’euros. Le décorateur, Alberto Pinto (en) aurait touché 12 millions d'euros pour ses services.
En 2005, il séjourne avec ses parents à l'hôtel de Crillon, un palace parisien situé place de la Concorde, avant de les emmener en croisière aux Bahamas à bord d'un yacht loué 800 000 euros. Il fréquente aussi le Bristol et le Plaza Athénée. 

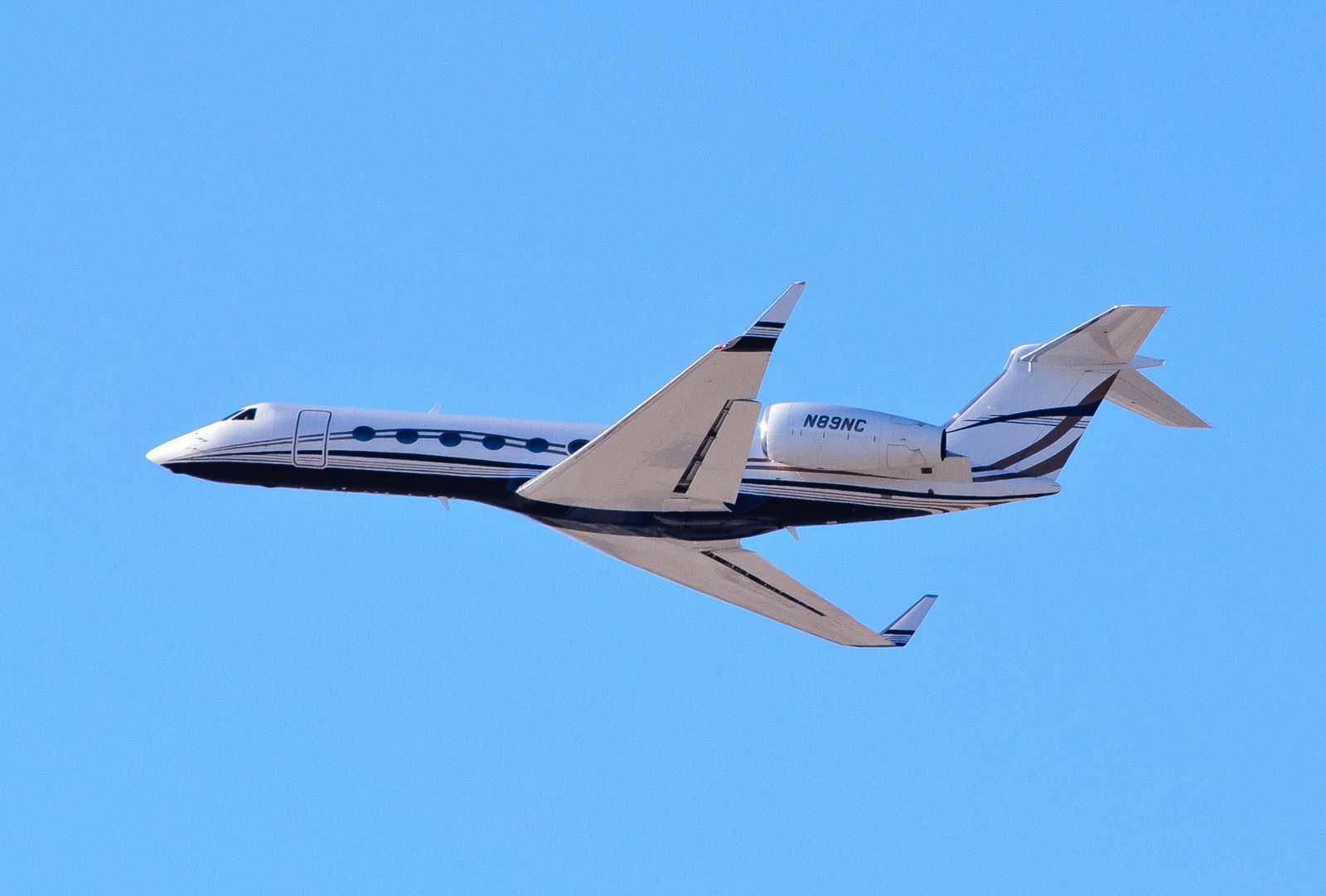
Un jet Gulfstream V, comme celui acquis par Teodoro Obiang.

En 2009, il acquiert en France 28 montres d'exception place Vendôme pour 10 millions d'euros, lors de la vente aux enchères de la collection d'œuvres d'art d'Yves Saint Laurent ; il acquiert 109 des lots mis en vente, pour une valeur de 18 millions d'euros. Lors de son anniversaire, fêté à l'hôtel du 3-Août de Malabo en Guinée équatoriale, il fait acheminer de Paris des vins fins et une pièce montée géante. La même année, il se rend  à Maui à l’automne, pendant un mois ; il se distingue par un luxe outrancier et une débauche de moyens, notamment en se rendant dans l'archipel d'Hawaï avec son jet privé Gulfstream V, affrétant un deuxième avion pour ses employés de maison et faisant convoyer des voitures de sport et une de ses vedettes nautiques Nor-Tech (no) 5000 sur le lieu de sa villégiature,.
En novembre 2009, les douanes françaises indiquent que Teodoro Nguema fait réexpédier vers la Guinée équatoriale « 26 voitures de luxe et 6 motos » en provenance des États-Unis ; dans le lot figurent sept Ferrari, cinq Bentley et quatre Rolls-Royce. En juillet 2011, il achète une montre de luxe Piaget pour 820 000 euros.
La presse s'interroge quant à l'origine des fonds de Teodoro Nguema qui lui permettent de soutenir un tel train de vie du fait de son salaire en tant que ministre de l'Agriculture de 3 200 € par mois. La richesse et le train de vie fastueux de Teodoro Nguema détonne, notamment quand on le compare avec le niveau de vie de la Guinée équatoriale, un pays pauvre de 650 000 habitants, privé d'électricité et d'éducation où 70 % de la population vit avec moins d'un euro par jour, mais possédant une rente pétrolière confortable : la Guinée est le 3e pays producteur de pétrole d’Afrique subsaharienne après le Nigeria et l’Angola, avec une production d’environ 346 000 barils par jour en 2017,. La valeur des seuls navires de Teodorín dépasse le budget annuel consacré à l'Éducation en Guinée équatoriale, pays où la mortalité infantile est de plus de 90 pour 1000, l'un des taux les plus élevés d'Afrique.
Selon un rapport de 2007 du département de la Justice américain, il est soupçonné par les enquêteurs d'avoir une grande partie de ses actifs provenant « d'extorsion, de vols de fonds publics ou d’autres pratiques corrompues ». Amassant une vaste fortune, il a canalisé la plus grande partie de celle-ci vers les États-Unis ; un autre rapport publié par le sous-comité permanent du Sénat chargé des enquêtes montre qu’il a utilisé des sociétés écrans pour échapper à la réglementation contre le blanchiment d’argent afin d'envoyer plus de 100 millions de dollars aux États-Unis, ces sociétés ne lui étant utiles que pour recevoir et dépenser ces fonds envoyés depuis l’étranger,,. Pour ce faire, selon les documents de l’ICE, il utilisait son passeport diplomatique qui lui permettait de transporter jusqu’à un million de dollars en numéraire aisément dans le pays ; plusieurs anciens employés ont affirmé qu’il transportait dans un sac, de la taille d’une petite valise et rempli en permanence, des liasses de billets de 100 dollars tout neufs.

### Affaire des «biens mal acquis»
À la suite de plaintes répétées d'ONG comme Sherpa, les autorités françaises, américaines et autres mènent des enquêtes sur certains avoirs de présidents africains, dont Teodoro Obiang.
En 2004, Tracfin enquête sur les transferts de fonds entre la banque américaine Riggs Bank à Washington et des banques françaises pour un montant de 296 millions de dollars. À la suite de la plainte des ONG Transparence International France et Sherpa, l'enquête française pilotée par les juges Roger Le Loire et René Grouman mène à plusieurs saisies.[réf. souhaitée]
En 2007, une enquête de police française met au jour des actifs d’une valeur de plusieurs dizaines de millions de dollars appartenant aux proches d’Obiang, notamment des voitures de luxe propriétés de Teodorín et valant au total 6,3 millions de dollars. 
Le 4 février 2010, un rapport de 325 pages du « Permanent Subcommittee on Investigations » du Sénat américain brosse un tableau détaillé des agissement de Teodoro Nguema aux États-Unis. Le rapport détaille notamment sur plus de 100 pages les opérations financières réalisées par Nguema entre 2004 et 2008 par l'entremise de sociétés écrans, avec le concours d'une panoplie de courtiers, agents immobiliers et avocats. Le rapport estime le montant total des transactions suspectes à 100 millions de dollars.
Aux États-Unis, le tribunal fédéral ordonne [Quand ?] la saisie de ses avoirs, affirmant qu'ils proviennent de détournement de fonds publics. Le total avoisine 71 millions $, dont un yacht et un jet privé Gulfstream V (acheté en 2006 par le biais d’une société écran, « Ebony Shine International Ltd », enregistrée dans les Îles Vierges britanniques) d'une valeur de 38,5 millions de dollars, sa propriété de Malibu d'une valeur de 30 millions de dollars ainsi que des objets ayant appartenu à Michael Jackson d'une valeur de 3 millions de dollars.

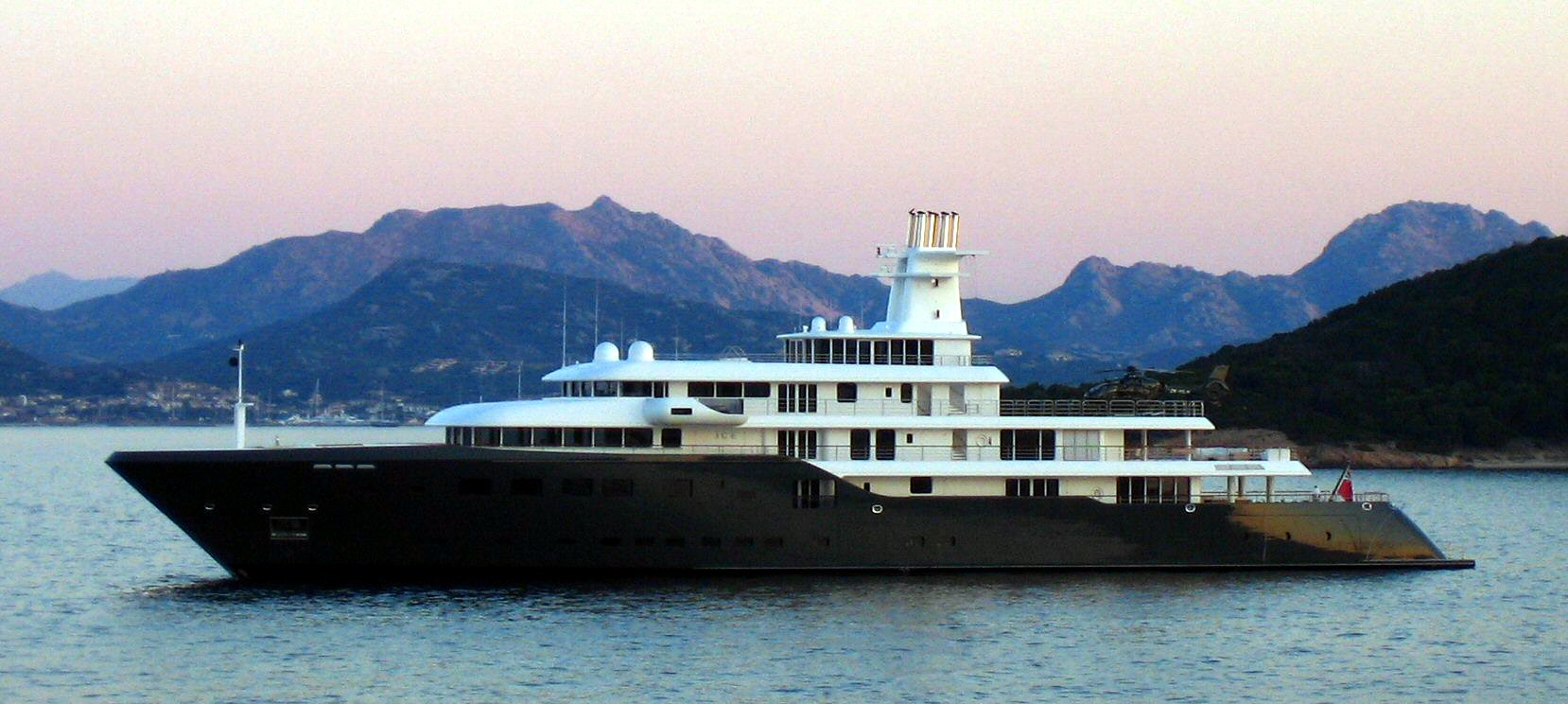
Le yacht Ice acquis par Teodoro Obiang.

En septembre 2011, onze véhicules d'une valeur totale de cinq millions d'euros sont saisis à Paris dans le cadre d'une enquête visant les biens mal acquis. L'un des yachts de Teodoro Nguema, l'Ice (long de 90 mètres et estimé à 250 millions de dollars), appareillant de Monaco à temps, échappe aux magistrats.
Ses différentes possessions en France sont estimées à 40 millions d'euros, en dehors de l'immense hôtel particulier sis au 42, avenue Foch, à Paris, dans lequel les juges font saisir 200 m3 de biens mobiliers en février 2012. Après un an et demi d'enquête, le juge Le Loire lance un mandat d'arrêt international contre Teodoro Nguema Obiang Mangue. Il est soupçonné de détournement de fonds publics, de blanchiment, d'abus de biens sociaux et d'abus de confiance. Le 19 juillet 2012, la justice essaye de saisir son hôtel particulier parisien dans le cadre de l'enquête sur les biens mal acquis. En vain, il s'agit désormais d'une annexe de l'ambassade de Guinée équatoriale à Paris.
En septembre 2016, les juges Roger Le Loire et Charlotte Bilger ordonnent son renvoi devant le tribunal correctionnel de Paris. Cette procédure est validée par la Cour Internationale de Justice en décembre 2016. Il obtient un renvoi ; l'audience se tient à nouveau en juin 2017. 

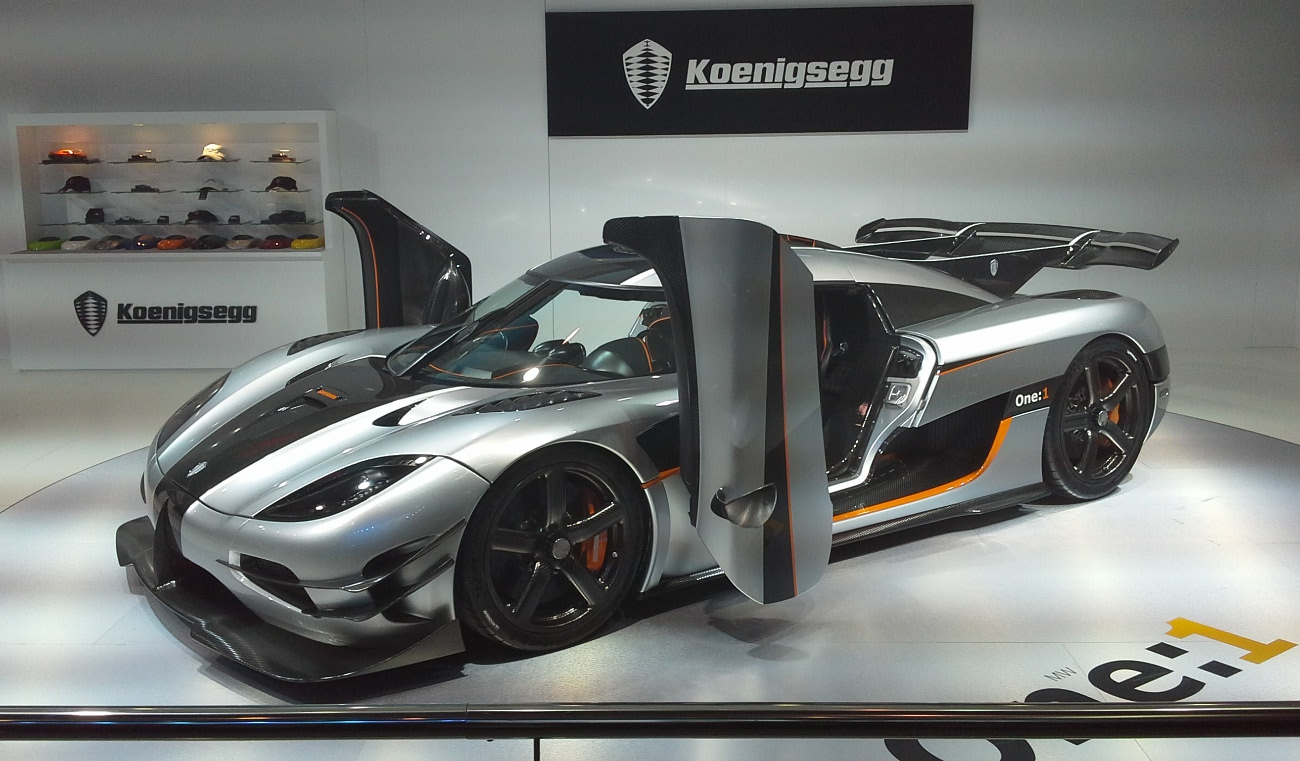
Une des sept supercars Koenigsegg One:1 existant dans le monde, dont une acquise par Teodoro Nguema.

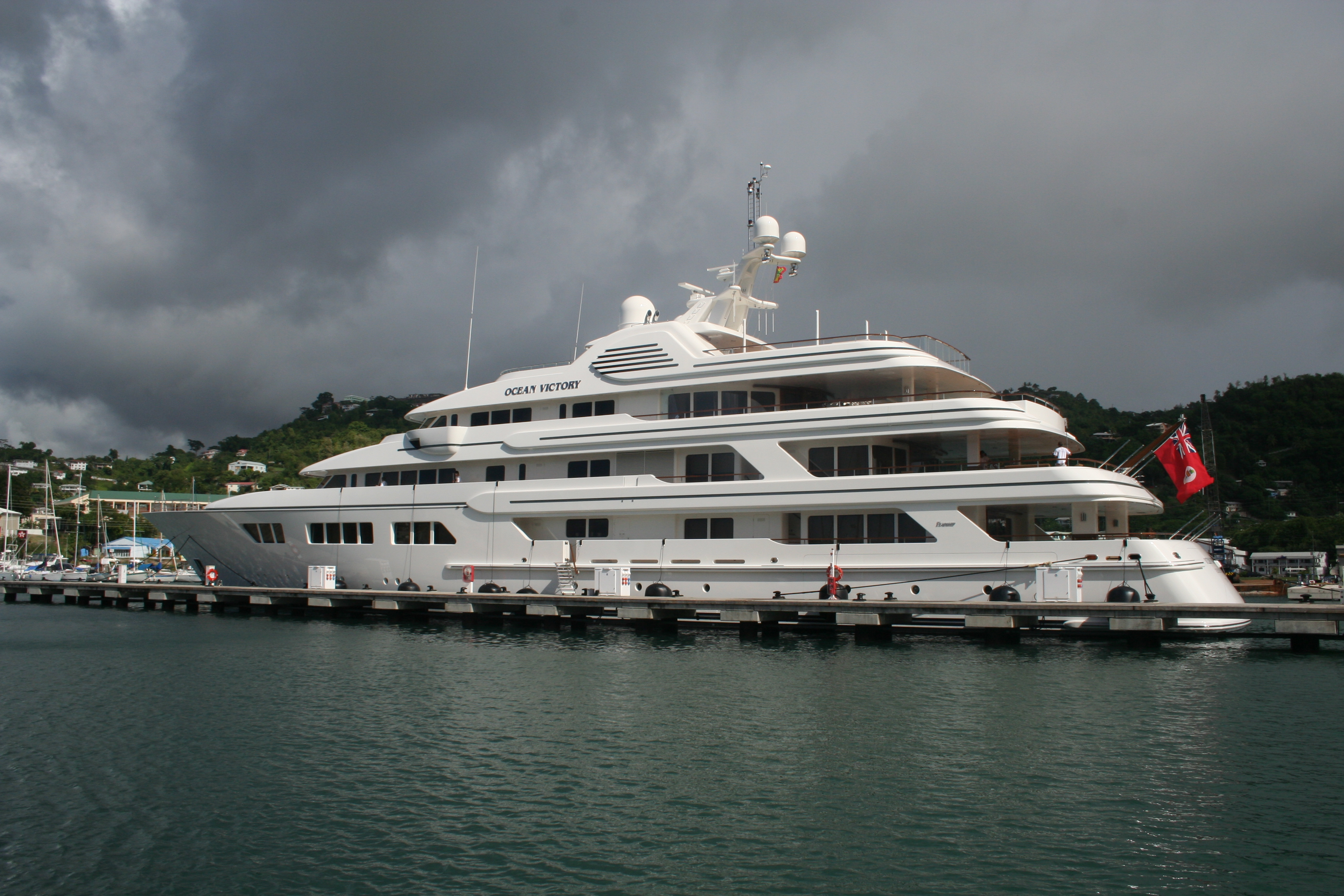
Le yacht Ebony Shine (ex Ocean Victory), également acquis par Teodoro Nguema.

Fin 2016, la justice de Genève, qui enquête également sur ses biens mal acquis, saisit 25 véhicules de luxe et demande aux autorités des Pays-Bas la mise sous séquestre d'un yacht, l’Ebony Shine (70 mètres pour une valeur de 100 millions de dollars).
Le 5 juillet 2017, une peine de trois ans de prison, 30 millions d’euros d’amende et la confiscation des biens saisis (dont un immeuble évalué à plus de 100 millions d’euros), sont requis contre Teodorin Nguema. Le 27 octobre 2017, il est reconnu coupable de blanchiment d’abus de biens sociaux, détournement de fonds publics, abus de confiance et corruption et condamné à trois ans de prison avec sursis et à 30 millions d’euros d’amende ; les biens saisis sont par ailleurs confisqués, comme son hôtel particulier situé avenue Foch. Pour que cette condamnation soit effective, il faut attendre la fin de la procédure en cours devant la Cour internationale de justice, saisie par le gouvernement de Guinée équatoriale.
En 2017, une enquête est en cours pour évaluer ses investissements en Espagne sur une accusation concernant 11 de ses proches et associés soupçonnés d’avoir utilisé 26,5 millions de dollars blanchis pour acheter des propriétés à Madrid et aux Canaries.
En septembre 2018, il est interpellé avec sa suite à la sortie d'un Boeing 777 privé sur un aéroport proche de Sao Paulo au Brésil avec plus de 1,5 million de dollars en liquide et des montres de luxe estimées à 15 millions de dollars. Les biens sont saisis par les services de la Douane, en vertu des lois brésiliennes sur l'introduction d'argent liquide dans le pays, les autorités ne lui reversant que 10 000 reais (2 400 dollars), la somme maximum autorisée.
Finalement, les véhicules saisis à Genève ont été revendus aux enchères par la maison de vente Bonhams pour 23,4 millions de francs suisses le 29 septembre 2019. Selon un accord avec la famille Obiang, le produit de la vente doit être remis à un programme à caractère social, car la justice genevoise n'a pas pu prouver ses soupçons. Durant la vente, un acheteur allemand rachète 13 des 25 véhicules (dont la Koenigsegg One:1 et la Lamborghini Veneno Roadster) ; ces véhicules transitent ensuite par Zurich, puis Dubaï pour revenir en début d'année 2020 en Guinée équatoriale,. Depuis, Teodoro Obiang s'affiche sur les réseaux sociaux aux volants de ces véhicules, qu'il a rachetés par ce stratagème. 
Le 10 février 2020, sa peine de trois ans de prison avec sursis et 30 millions d’euros d’amende est confirmée par la cour d’appel de Paris, malgré les tentatives (pressions diplomatiques) de mettre un terme à la procédure ; la décision reste toutefois suspendue au verdict de la Cour internationale de justice. Le 11 décembre 2020, le tribunal des Nations unies, basé à La Haye, estime que « l'immeuble du 42, avenue Foch à Paris n'a jamais acquis le statut de mission diplomatique de la République de Guinée équatoriale en République française ». Selon la Cour de justice, la décision de la France n'était « ni arbitraire ni discriminatoire ».
En juillet 2021, Teodoro Nguema est sous l’objet de sanctions édictées par le gouvernement britannique. Ces sanctions, qui prévoient un gel des avoirs et des interdictions d’entrée au Royaume-Uni, ont été prises dans le cadre d’un régime de sanctions anticorruption qui avait déjà permis de punir en avril 2021, 22 individus de six pays différents, dont la Russie. « Les mesures que nous avons prises aujourd’hui ciblent des individus qui se sont enrichis aux dépens de leurs citoyens », a déclaré le ministre britannique des Affaires étrangères, Dominic Raab, dans un communiqué.
En juillet 2021, la Cour de cassation française a confirmé la condamnation de Teodoro Nguema Obiang Mangue dans l’affaire dite des « biens mal acquis ». Il avait été condamné à trois ans de prison avec sursis et à 30 millions d’euros d’amende dans cette affaire, en février 2020,.
Une vente de ces biens mal acquis se déroule à l'Hôtel Drouot en janvier 2023.

### Condamnation pour arrestation arbitraire et torture
En 2013, Daniel Janse van Rensburg, un entrepreneur sud-africain venu en Guinée équatoriale pour négocier un contrat est mis en prison sur ordre de Teodorín Nguema. Van Rensburg est emprisonné pendant plus d'un an dans une prison de Malabo appelée « Black Beach ». En 2021, la justice sud-africaine condamne Teodorín Nguema à 2 millions d'euros pour arrestation illégale et torture. Obiang fait appel mais celui-ci est rejeté. Ses biens en Afrique du Sud sont saisis (deux propriétés au Cap achetées en 2004 pour 7 millions de dollars et un yacht qui mouillait dans le port du Cap) pour être vendus aux enchères.

## Vie privée
Teodorín a eu une liaison avec la chanteuse et rappeuse américaine Eve. Selon un rapport du Sénat américain de 2010, il l'a nommée présidente, trésorière et directrice financière de sa société écran « Sweet Pink », transférant notamment 60 000 dollars sur le compte de la société via une de ses compagnies d’exploitation du bois de Guinée équatoriale dont il est propriétaire. Selon un article du New York Daily News repris par Slate Afrique, la jeune femme prend ses distances en apprenant que le père de Teodorín, Teodoro Obiang Nguema Mbasogo, est accusé de cannibalisme, étant soupçonné d'avoir mangé ses rivaux politiques. 
Teodorín a eu aussi des liaisons avec les actrices Tamala Jones et Lindsey Evans.